# 장재혁 (2001년)
장재혁(2001년 8월 2일 ~ )은 KBO 리그 KIA 타이거즈의 투수이다.

## KIA 타이거즈시절
2020년에 입단하였다. 2022년 6월 10일 키움 히어로즈와의 경기에 구원 등판하며 데뷔 첫 경기를 치렀고, 경기에서 1이닝 무실점을 기록했다.

## 출신 학교
- 금강초등학교
- 부산대신중학교
- 경남고등학교